# Xalet de Coll de Pal
El Xalet de Coll de Pal és un refugi de muntanya propietat de la Diputació de Barcelona, que es troba dins del municipi de Guardiola de Berguedà (Berguedà) a 1.928 metres d'altitud, situat dins del Parc Natural del Cadí-Moixeró.
Ubicat al quilòmetre 17 de la carretera BV-4024 que va de Bagà a Coll de Pal, i pròxim a l'estació d'esquí municipal de Bagà.

## Origen i usos
El xalet, va ser manat construir al 1972 coincidint amb la construcció de la carrereta BV-4024, pel aleshores President de la Diputació de Barcelona, en Joan Antoni Samaranch i Torelló que el volia convertir en residència d'hivern dels presidents de la Diputació de Barcelona.
Al llarg dels anys ha tingut diversos usos:
- Residència del president de la Diputació de Barcelona en època hivernal.
- Durant molts anys va ser emprat com a garatge de maquinària llevaneus per a la viabilitat hivernal del Coll de Pal.
- Refugi de muntanya.
- Casa de colònies.

A l'any 2019, el Consell Comarcal del Berguedà en va demanar la cessió d'ús de la instal·lació per convertir-ho en un centre d'interpretació d'alta muntanya, així com un centre de formació de la natura, recerca i intercanvi d'escolars intercomarcal.

## Funcions
L'Oficina Tècnica de Turisme de la Diputació de Barcelona gestiona i adjudica la contractació de la gestió del servei públic. Aquesta contractació es basa en la potenciació d'aquest equipament d'atracció turística a partir del foment de l'ocupació local i enfocat com una eina educativa de primer ordre dins l'àmbit del Parc Natural del Cadí-Moixeró.
El Xalet de Coll de Pal ofereix tres funcions principals com són:
- L'allotjament i servei de restauració.
- Ser un punt d'informació del parc natural i dels municipis de la seva àrea d'influència.
- i ser també un centre d'educació ambiental i d'activitats turístiques de muntanya.

Funciona com a casa de colònies amb 50 places en diferents tipus d´habitacions, així com dues sales de reunions i activitats diverses, cuina pròpia, aigua calenta i calefacció central i sala de TV.